# 7e brigade de chars de la Garde
Pour les articles homonymes, voir 7e brigade.
Pour l'unité homonyme russe créée en 2009, voir 239e régiment de chars de la Garde.
La 7e brigade de chars de la Garde est une unité militaire de l'Armée rouge qui a pris part à la Grande Guerre patriotique. En février 1945, elle perçoit des chars lourds IS-2 et devient la 7e brigade de chars lourds de la Garde. Elle est célèbre pour sa participation à la Bataille de Berlin et les clichés montrant ses chars autour du Reichstag. Ceux-ci arboraient une étoile rouge cachée au bas par un ours blanc, signe distinctif d'unité rare dans l'Armée soviétique, voire dans les armées du monde pour la modification particulière d'une cocarde nationale.     

## Brigade de chars
En mars 1941, la 46e division de chars est intégrée, avec la 42e, au 21e corps mécanisé. À la suite des premiers combats contre la Wehrmacht, elle est dissoute en août. La 46e division de chars est réorganisée en 46e brigade de chars et combat devant Leningrad. Dès février 1942, elle reçoit le statut d'unité de la Garde avec le numéro 7 et perçoit 40 chars moyens T-34/76.
Jusqu'en 1944, elle combat au Nord du Front de l'Est  d'abord au sein du Front de Volkhov, puis dans la 4e armée. Elle participe à la libération de Novgorod en janvier 1944 puis est portée sur le front de Carélie. En avril, Nikolaï Yurenkov devient son nouveau commandant. À la fin de l'année, l"unité quitte le Grand Nord et passe en réserve.

## Brigade de chars lourds
Le 12 février 1945, une directive de l'état-major général transforme l'unité en brigade de chars lourds, une des huit créées à la fin de la guerre. La 7e Brigade de chars lourds de la Garde comprend trois régiments de chars lourds, chacun pourvu de 21 chars JS-2 et JS-2m : 
- 104e régiment de chars lourds de la Garde (LtCol Tsyganov)
- 105e régiment de chars lourds de la Garde (LtCol Sereda)
- 106e régiment de chars lourds de la Garde (LtCol Yermolenko)
  - Unités de soutien et d'appui

Après avoir franchi l'Oder, la brigade participe à l'attaque contre Berlin par la route Küstrin-Müncheberg, dite Reichsstrasse 1. Après les combats sur les hauteurs de Seelow, la brigade subit de nombreuses pertes à proximité de Müncheberg, au point de faire transférer les engins intacts du 105e régiment vers le 106e. Après la destruction de plusieurs panzers, dont des Tiger et Panther, la brigade à deux régiments atteint les faubourgs de Berlin le 24 avril. Elle capture 82 avions sur l'aérodrome de Tempelhof, puis, en soutien du 29e Corps de fusiliers de la Garde, attaque en direction du Reichstag. Les combats de rue, où sont détruits plusieurs chars par les tirs de panzerfaüste, se poursuivent jusqu'à deux gares de chemin de fer : le 104e régiment à l'Anhalter Bahnhof et le 106e à proximité de la Potzdamer Platz Bahnhof. Le 2 mai, les Josef Stalin se dirigent vers le Reichstag et la Porte de Brandebourg, où ils sont immortalisés par les photographes de guerre, dont Evgueni Khaldei.
Du 16 avril au 2 mai (8e armée de la Garde), la brigade a perdu 411 hommes, dont 131 tués au combat, et 67 chars détruits (dont 11 par panzerfaust).
La brigade devient 7e régiment de chars lourds de la Garde en 1945, puis 7e régiment de chars de la Garde en 1957 au sein de la 11e division de chars de la Garde (it). Le régiment est finalement dissous en 1992. 

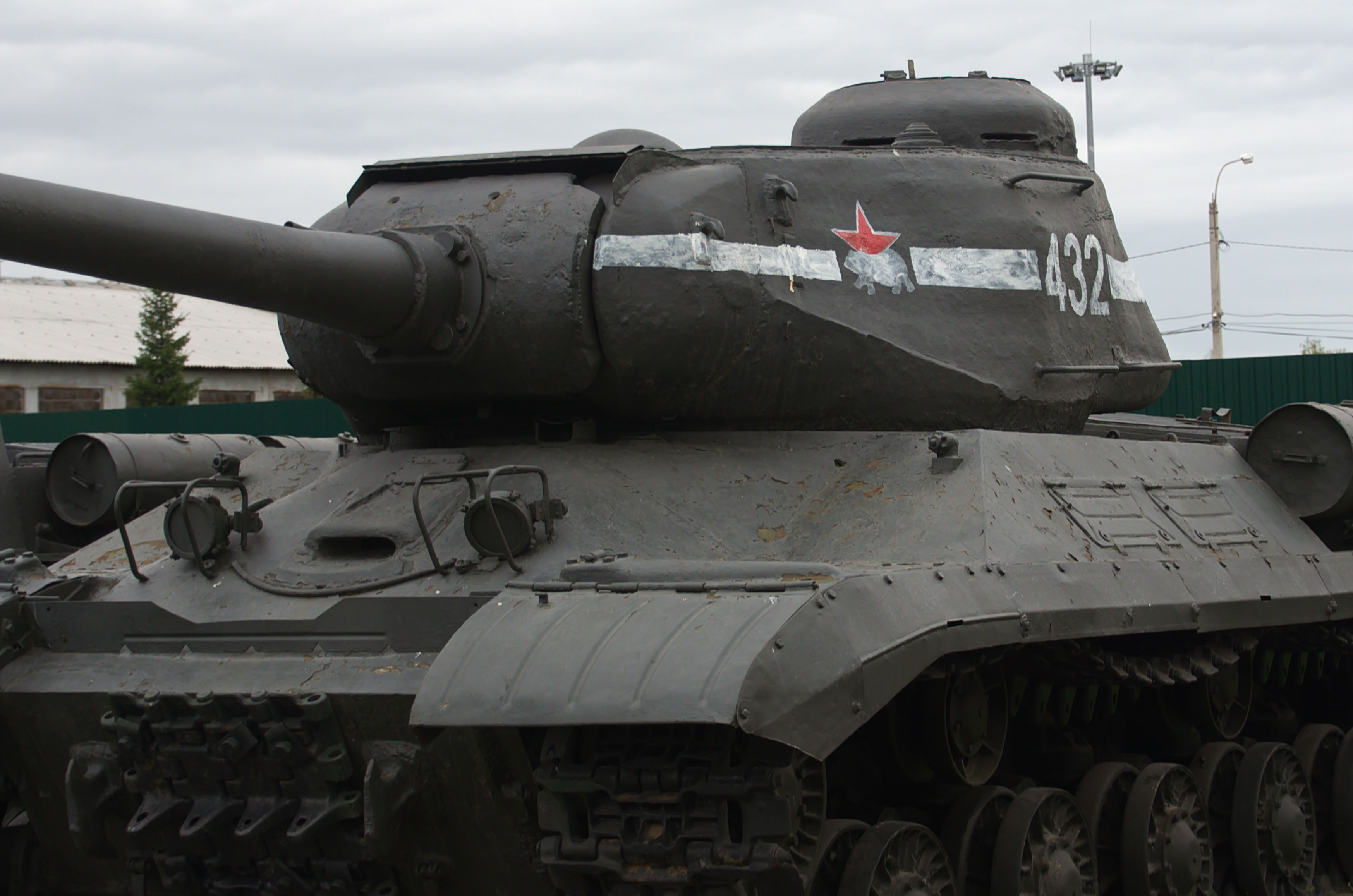
IS-2 portant les marquages du 104E régiment de tanks lourds de la Garde lors de la Bataille de Berlin.